# Baeus seminulum
Baeus seminulum är en stekelart som beskrevs av Alexander Henry Haliday 1833. Enligt Catalogue of Life ingår Baeus seminulum i släktet Baeus och familjen Scelionidae, men enligt Dyntaxa är tillhörigheten istället släktet Baeus och familjen gallmyggesteklar. Arten är reproducerande i Sverige. Inga underarter finns listade.